# Organizátor (biologie)

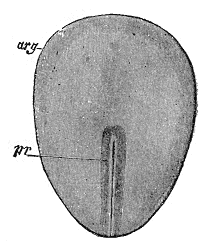
Pohled na embryo králíka, shora. Patrný je primitivní proužek, jímž buňky budou putovat dovnitř a dávat tak vzniknout zárodku s třemi zárodečnými listy, entodermem, mezodermem a ektodermem.

Organizátor je embryologické označení pro zárodečnou strukturu, která organizuje koordinovaný buněčný pohyb v rámci gastrulace zárodku. Hans Spemann objevil u žab drápatek (Xenopus), že tímto organizátorem je dorzální ret blastoporu (vznikající díky aktivitě Nieuwkoopovo centra a označovaný jako „Spemannův organizátor“). U savců je organizátorem gastrulace tzv. Hensenův uzel (umístěný v koncové části primitivního proužku), u ryb to je embryonální štít (embryonic shield). U ptáků je organizátorem v podstatě primitivní proužek, jako je tomu u savců, plazí organizátor je spíše podobný dorzálnímu rtu blastoporu.